# Rocketman: Music from the Motion Picture
Das Album mit den Songs für den Film Rocketman von Dexter Fletcher, einer Filmbiografie über Elton John, wurde am 24. Mai 2019 veröffentlicht. Der auf dem Album enthaltene Song (I’m Gonna) Love Me Again wurde im Rahmen der Oscarverleihung 2020 als bester Filmsong ausgezeichnet.

## Entstehungsgeschichte

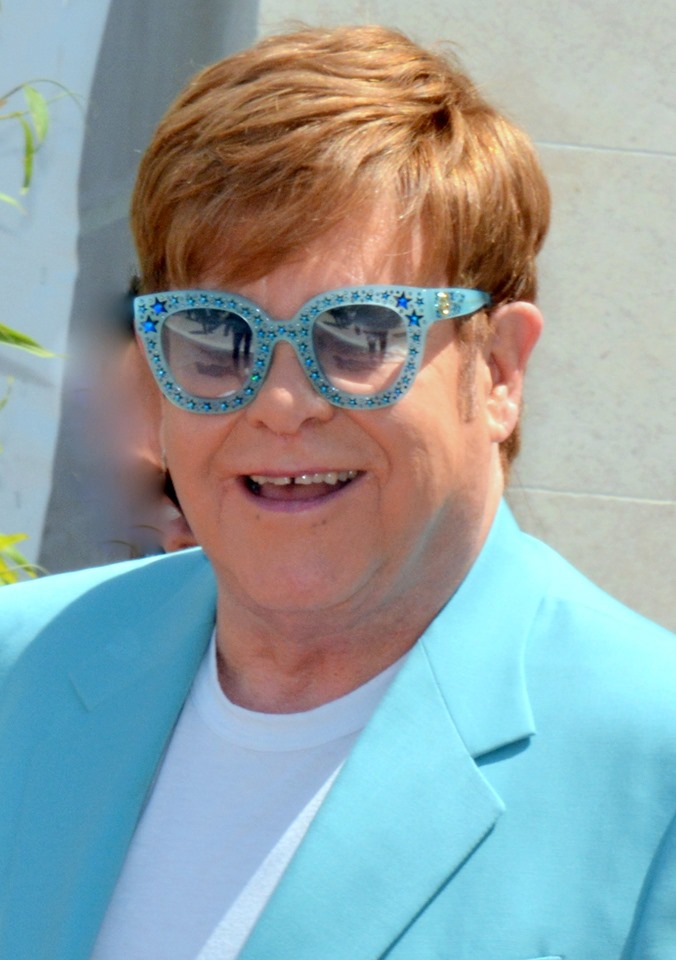
Elton John bei der Premiere des Films Rocketman im Mai 2019 in Cannes

Der Schauspieler Taron Egerton, der in Rocketman den britischen Sänger, Komponisten und Pianisten Elton John verkörpert, hat für den Film dessen Songs neu interpretiert und selbst eingesungen, darunter auch eher unbekannte Lieder von John, wie der Border Song aus dem Jahr 1970, das von Einsamkeit und Entfremdung handelt und zeige, welch großartiger Texter sein Musikgatte Bernie Taupin bereits als 20-Jähriger war, so Ulf Kubanke von laut.de. Für den brandneuen Exklusivtrack (I’m Gonna) Love Me Again taucht John dann höchstpersönlich für ein Cameo-Duett auf.

## Veröffentlichung
Das Album mit 22 Songs wurde am 24. Mai 2019 veröffentlicht. Rocket Man und ein dazugehöriges Musikvideo, das teilweise aus Filmausschnitten besteht, waren bereits Anfang Mai 2019 veröffentlicht worden.

## Titelliste
1. The Bitch Is Back (Introduction)
2. I Want Love
3. Saturday Night's Alright
4. Thank You for All Your Loving
5. Border Song
6. Rock and Roll Madonna (Interlude)
7. Your Song
8. Amoreena
9. Crocodile Rock
10. Tiny dancer
11. Take Me to the Pilot
12. Hercules
13. Don’t Go Breaking My Heart (Interlude)
14. Honky cat
15. Pinball Wizard (Interlude)
16. Rocket Man
17. Bennie and the Jets (Interlude)
18. Don’t Let the Sun Go Down on Me
19. Sorry Seems to Be the Hardest Word
20. Goodbye Yellow Brick Road
21. I'm Still Standing
22. (I’m Gonna) Love Me Again

## Rezeption

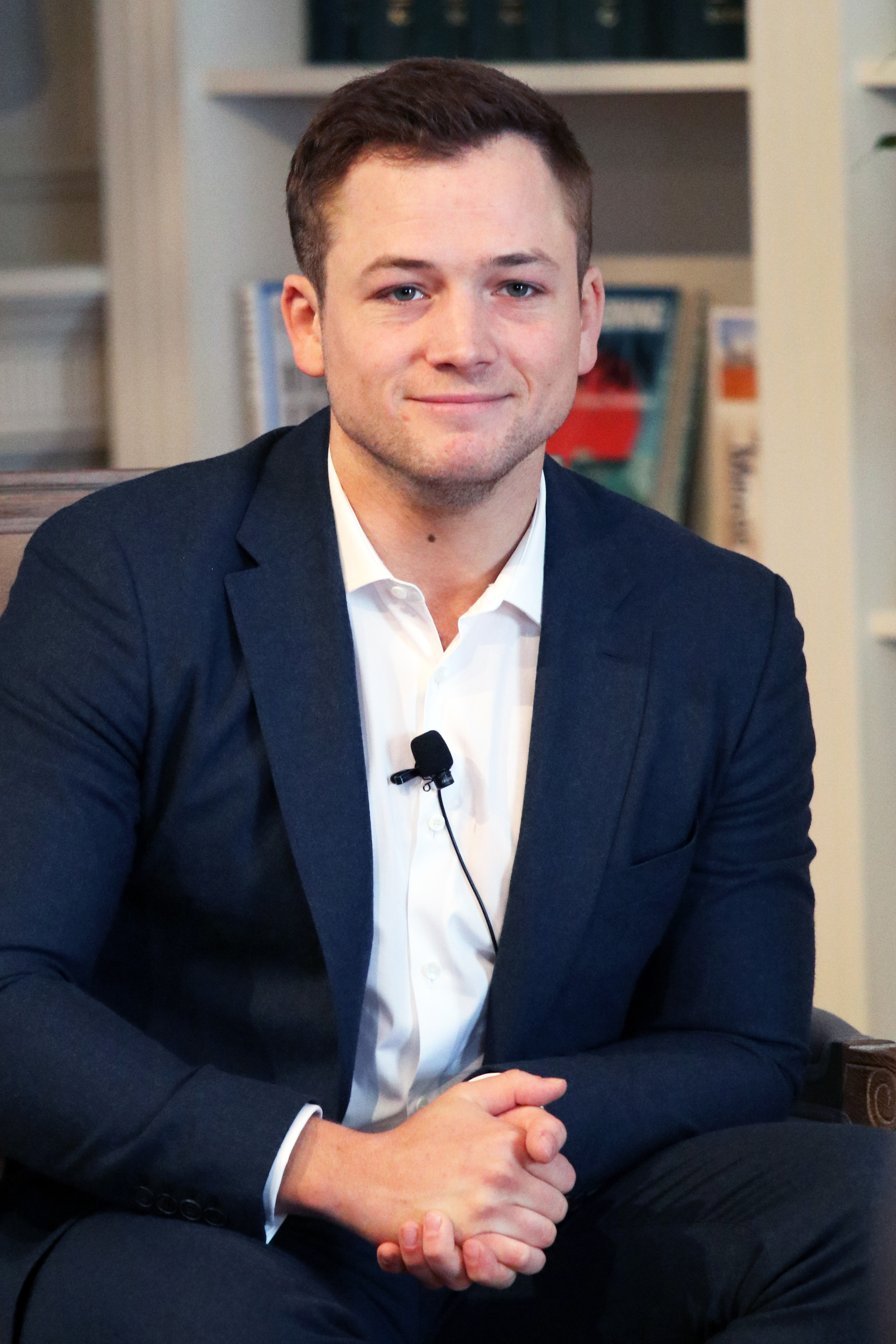
Taron Egerton im März 2018

Jennifer Ullrich von Moviepilot schreibt, Taron Egerton versuche nicht krampfhaft, die extrovertierte Ikone Elton John zu kopieren, sondern drücke den Songs seinen eigenen Stempel auf, wodurch man die Stücke auf der großen Leinwand ganz neu entdecken könne.
Ulf Kubanke von laut.de findet, Egerton balanciere wohltuend auf einer feinen Trennlinie zwischen Verkörperung und eigener Identität: "Seine Darstellung geht einerseits bis hin zu Elton-John-esker Betonung einzelner Worte und Silben, obwohl er nicht über Sir Eltons maskuline Kraft im Timbre verfügt, die trotz aller Queerness zu seinem Markenzeichen gehört." Genau an diesem Punkt mache Egerton alles richtig, verlasse den Pfad absoluter Nachahmung und gönne sich das notwendige Quäntchen eigene Deutung, so Kubanke. Besonders anschaulich gelängen ihm solche Akzente in balladesken Tracks wie Your Song oder Tiny Dancer vom grandiosen Frühwerk Madman Across the Water aus dem Jahr 1971. Zu Egertons Interpretation von Sorry Seems to Be the Hardest Word von dem Doppelalbum Blue Moves aus dem Jahr 1976, das aufgrund seines melancholischen, ungewohnt dunklen Grundtons seinerzeit sträflich unterschätzt wurde, bemerkt Kubanke: "Der mitreißenden Urfassung können Egerton samt Team zwar keine Sekunde lang das Wasser reichen. Umso cleverer, wie der Schauspieler hier einen theaterhaften Monolog anlegt, der zwischen Piano und Streichern alles andere als ineffektiv wirkt. Schlussendlich erweist sich dieser Soundtrack somit als perfekter Appetitanreger, um in Elton Johns umfangreiches Gesamtwerk einzutauchen oder es wieder zu entdecken."
Die Deutsche Film- und Medienbewertung versah den Film mit dem Prädikat besonders wertvoll. In der Jury-Begründung heißt es: „Alle privaten Szenen [...] wurden in Musical-Form mit seinen [Elton Johns] Songs und einer brillanten Choreografie verbunden. Dramaturgisch perfekt transportieren somit die Songs die Handlung entscheidend mit und halten den Spannungsbogen.“

## Chartplatzierungen
Das Album stieg am 31. Mai 2019 auf Platz 5 in die Top 100 und auf Platz 1 in die Soundtrack Album Charts im Vereinigten Königreich ein. Am 7. Juni 2019 stieg er auf Platz 6 in die Billboard Soundtrack Album Charts und auf Platz 58 in die Billboard 200 ein.

## Auszeichnungen (Auswahl)
Critics’ Choice Movie Awards 2020
- Auszeichnung als Bester Song („(I’m Gonna) Love Me Again“, geteilt mit Glasgow)[8]

Golden Globe Awards 2020
- Auszeichnung als Bester Filmsong („(I’m Gonna) Love Me Again“, Elton John)

Hollywood Critics Association Awards 2020
- Nominierung als Bester Song („(I’m Gonna) Love Me Again“)[9]

Hollywood Music in Media Awards 2019
- Auszeichnung als Bester Song – Spielfilm („(I’m Gonna) Love Me Again“, Elton John, Bernie Taupin und Taron Egerton)[10]

Oscarverleihung 2020
- Nominierung als Bester Filmsong („(I’m Gonna) Love Me Again“)

Satellite Awards 2019
- Auszeichnung für den Besten Filmsong („(I’m Gonna) Love Me Again“)

World Soundtrack Awards 2020
- Nominierung in der Kategorie Best Original Song („(I’m Gonna) Love Me Again“, Elton John und Bernie Taupin)[11]